# AHA Prize in European International History
Der AHA Prize in European International History war bis 2024 als George Louis Beer Prize ist nach dem Historiker George Louis Beer (1872–1920) benannt. Der Preis wird seit 1923 von der American Historical Association (AHA) verliehen.
Mit diesem Preis prämiert die AHA jeweils die beste Veröffentlichung des Jahres zur europäischen Geschichte. Gemäß den Statuten müssen die Verfasser entweder gebürtige Staatsbürger der USA sein oder als Ausländer ihren ständigen Wohnsitz in diesem Land haben. Bis jetzt (2015) haben nur Edward W. Bennett (1963 und 1979), Carole Fink (1985 und 2006), Piotr Wandycz (1962 und 1989) und Gerhard Ludwig Weinberg (1971 und 1994) diesen Preis zweimal verliehen bekommen.
Der AHA Prize in European International History ist sehr angesehen und gilt als Pendant zum Herbert Baxter Adams Prize, mit dem die AHA die Debüts junger Autoren auszeichnet.

## Preisträger
- 1923 Edward Meade Earle für Turkey. The great power and the Bagdad Railway
- 1924 Alfred L. Dennis für The first policies of Soviet Russia
- 1925 Edith Stickey für Southern Albania or Northern Epirus in European International Affairs 1912–1923
- 1928 Sidney Bradshaw Fay für The origins of the World War
- 1929 Morrison B. Giffen für Fashoda. The incident and its diplomatic setting
- 1930 Bernadotte E. Schmitt für The coming of the war
- 1931 Oron J. Hale für Germany and the diplomatic revolution
- 1932 Oswald H. Wedel für Austro-German diplomatic relation 1908–1914
- 1933 Robert T. Pollard für China'S foreign relations 1917–1931
- 1934 Ross Hoffman für Great Britain and the German Trade Rivalry 1875–1914
- 1937 Charles Porter für The career of Théophile Delcassé
- 1938 René Albrecht-Carrié für Italy at the Paris Peace Conference
- 1939 Pauline R. Anderson für Background of Anti-English feeling in Germany 1890–1902
- 1940 Richard H. Heindel für The American impact of Great Britain
- 1941 Arthur Marder für The anatomy of British Sea power
- 1943 Arthur Norton Cook für British enterprise in Nigeria
- 1952 Robert H. Fernell für Peace in their time. The origins of the Kellogg-Briand-Pact
- 1953 Russell H. Fifield für Woodrow Wilson and the Far East
- 1954 Wayne Vucinich für Serbia between east and west
- 1955 Richard Pipes für The formation of the Soviet Union
- 1956 Henry C. Meyer für Mitteleuropa in German thought and action
- 1957 Alexander Dallin für German rule in Russia 1941–1945
- 1958 Victor S. Mamatey für The United States and East Central Europe
- 1959 Ernest R. May für The United States and East Central Europe
- 1960 Rudolph Binion für Defeated Leaders. The political fate of Cailleux, Jouvenel, and Tardieu
- 1961 Charles S. Delzell für Mussiólini’s enemies
- 1962 Piotr Wandycz für France and her eastern allies 1919–1925
- 1963 Hans A. Schmitt für The path to European Union, Edward W. Bennett für Germany and the diplomacy of the financial crisis 1931
- 1964 Harold I. Nelson für Land and power, Ivo Lederer für Yugoslavia at the Paris Peace Conference
- 1965 Paul S. Guinn für British Strategy and Politics 1914–1918
- 1967 Robert Wohl für French Communism in the making, George A. Brinkley für The volunteer army and the revolution in Southern Russia
- 1969 Richard Ullman für Britain and the Russian civil war
- 1970 Samuel R. Williamson für The politics of Grand Strategy
- 1971 Gerhard Ludwig Weinberg für The foreign policy of Hitler’s Germany
- 1972 Jon S. Jacobson für Locarno Diplomacy
- 1976 Charles Maier für Recasting bourgeois Europe
- 1977 Stephen A. Schuker für The end of French predominance in Europe
- 1979 Edward W. Bennett für German disarmament and the West 1932–1933
- 1981 Sally J. Marks für Innocent abroad. Belgium at the Paris Peace Conference of 1919
- 1982 MacGregor Knox für Mussolini unleashed
- 1983 Sarah M. Terry für Poland’s place in Europe
- 1984 William R. Louis für The British Empire in the Middle East 1945–1951
- 1985 Carole Fink für The Genoa Conference
- 1987 Philip S. Khoury für Syria and the French mandate
- 1988 Michael J. Hogan für The Marshall Plan
- 1989 Piotr Wandycz für The twilight of the French Eastern Alliances 1926–1936
- 1990 Steven M. Miner für Between Churchill and Stalin
- 1991 John Gillingham für Coal, Steel and the rebirth of Europe
- 1992 Nicole T. Jordan für The populat front and Central Europe
- 1993 Christine A. White für British and American commercial relations with Soviet Russia
- 1994 Gerhard Ludwig Weinberg für A world at arms
- 1995 Mary Nolan für Visions of modernity
- 1997 Vojtech Mastny für The Cold War and Soviet insecurity
- 1998 Jeffrey Herf für Divided memory
- 1999 Daniel T. Rodgers für Atlantic Crossings
- 2000 Marc Trachtenberg für A constructed peace
- 2001 John Connelly für Captive University
- 2002 Matthew Connelly für A diplomatic revolution
- 2003 Timothy Snyder für The reconstruction of nations
- 2004 Kate Brown für A biography of No Place
- 2005 Carole Fink für Defending the rights of Others
- 2006 Mark A. Lawrence für Assuming the burden
- 2007 James Patrick Daughton für An Empire divided
- 2008 Melvyn P. Leffler für For the soul of mankind
- 2009 William I. Hitchcock für The bitter road to freedom
- 2010 Holly Case für Between States
- 2011 Michael A, Reynolds für Shattering Empires, David M. Ciarlo für Advertising Empire
- 2012 Tara Zahra für The lost children
- 2013 Ray M. Douglas für Orderly and Humane
- 2014 Mary Louise Roberts für What soldiers do
- 2015 Frederick Cooper für Citizenship between Empire and Nation: Remaking France and French Africa, 1945-60
- 2016 Vanessa Ogle für The Global Transformation of Time: 1870–1950
- 2017 Erik Linstrum für Ruling Minds: Psychology in the British Empire
- 2018 Corey Ross für Ecology and Power in the Age of Empire: Europe and the Transformation of the Tropical World
- 2019 Quinn E. Slobodian für Globalists: The End of Empire and the Birth of Neoliberalism
- 2020 Emma Kuby für Political Survivors: The Resistance, the Cold War, and the Fight against Concentration Camps after 1945
- 2021 Francine Hirsch für Soviet Judgment at Nuremberg: A New History of the International Military Tribunal after World War II
- 2022 Emily Greble für Muslims and the Making of Modern Europe
- 2023 Emily Marker für Black France, White Europe: Youth, Race, and Belonging in the Postwar Era
- 2024 Chelsea Schields für Offshore Attachments: Oil and Intimacy in the Caribbean